# 조두용
조두용(1892년 3월 5일 ~ 1964년 3월 30일)은 한국의 독립운동가이다.
함북 경성(鏡城)에서 태어난 그는 어려서 부친을 따라 만주로 건너간 후 화룡현 명동촌(和龍縣明東村, 지금의 지린 성 연변 조선족 자치주 용정시 지신진)에서 김약연(金躍淵)이 경영하는 규암재(圭巖齋)에 입학하여 민족교육을 받았다.
1919년 8월 15일 북간도 용정(龍井) 일본 총영사관에서 조선인 순사 5명을 모집한다는 광고를 보고 응시한 결과 합격하여 조기환(趙琪煥)이라는 이름으로 위장 취업하였다. 그후 영사관에 비치된 권총을 수회에 걸쳐서 독립투사들에게 제공하였다.
동년 5월 4일 일경의 독립운동 관계 정보서류를 소각하기 위하여 영사관에 방화하고 연해주로 피신하여 이동휘(李東輝)부대에서 활약하였다.
정부에서는 고인의 공훈을 기리기 위하여 1990년에 건국훈장 애족장(1977년 대통령표창)을 추서하였다.

## 참고 문헌
- 명치백년사총서(김정명) 3권 40·41·43면
- 독립운동사(국가보훈처) 10권 571면